# 関戸直美
関戸 直美（せきど なおみ、1969年3月18日 - ）は、日本の元競泳選手。東京都出身。早稲田大学卒。1984年ロサンゼルスオリンピック日本代表。自由形・背泳ぎ・個人メドレーの元日本記録保持者。

## 経歴
文京学園女子中学・文京学園女子高校・早稲田大学卒業。現役時代は東京スイミングセンターに所属していた。
中学時代、1981年から83年の全国中学校体育大会で5度の優勝を達成。高校時代は1984年の高校総体で100m背泳ぎと200m個人メドレーで優勝を果たす。
早稲田大学時代はインカレで200m背泳ぎと200m個人メドレーで2度ずつ合計4度優勝した。
日本選手権では400m自由形・800m自由形・100m背泳ぎ・200m背泳ぎ・200m個人メドレー・400m個人メドレーの計6種目で合計12回の優勝を果たす。6種目制覇は女子歴代1位。
1982年のアジア競技大会では800m自由形で優勝、400m個人メドレーで2位となり、2つのメダルを獲得した。
高校1年で初出場となった1984年のロサンゼルスオリンピックでは100m背泳ぎ予選落ち。200m背泳ぎB決勝6位。
1986年のアジア競技大会では100m背泳ぎで3位、200m背泳ぎで2位、200m個人メドレーで1位、400m個人メドレーで2位となり、4つのメダルを獲得した。

## 主な実績
- 1981年　全国中学校体育大会　200m個人メドレー優勝
- 1982年　全国中学校体育大会　200m個人メドレー優勝　400m個人メドレー優勝
- 1982年　日本選手権　800m自由形優勝・日本新　400m個人メドレー優勝
- 1982年　アジア競技大会　800m自由形優勝　400m個人メドレー2位
- 1983年　全国中学校体育大会　200m個人メドレー優勝　400m個人メドレー優勝
- 1983年　日本選手権　400m自由形優勝・日本新　800m自由形優勝　400m個人メドレー優勝
- 1984年　ロサンゼルスオリンピック　100m背泳ぎ予選落ち　200m背泳ぎB決勝6位
- 1984年　高校総体　100m背泳ぎ優勝　200m個人メドレー優勝
- 1984年　日本選手権　100m背泳ぎ優勝　200m背泳ぎ優勝　400m個人メドレー優勝
- 1985年　日本選手権　100m背泳ぎ優勝
- 1986年　日本選手権　100m背泳ぎ優勝　200m背泳ぎ優勝　200m個人メドレー優勝
- 1986年　アジア競技大会　100m背泳ぎ3位　200m背泳ぎ2位　200m個人メドレー優勝・日本新　400m個人メドレー2位・日本新
- 1987年　日本学生選手権　200m背泳ぎ優勝　200m個人メドレー優勝
- 1988年　日本学生選手権　200m背泳ぎ優勝　200m個人メドレー優勝